# Biblioteca Seeley
La biblioteca Seeley es la biblioteca de historia de la Universidad de Cambridge, Inglaterra. Se encuentra en el edificio de la Facultad del Sitio Histórico de Sidgwick West Road, Cambridge. Desde octubre de 2003, los libros de entrada han sido clasificados de acuerdo con la Biblioteca del Congreso, antes de que un sistema único se utilizara. La biblioteca está abierta a estudiantes universitarios únicamente seis días a la semana.

## Historia
La biblioteca histórica fue creada en 1807 por John Symonds, con una colección de miles de libros. Después de algunos años de abandono, la biblioteca de nuevo se convirtió en una prioridad en 1884, a instancias de Oscar Browning. Fue trasladada la galería de la Biblioteca Filosófica a la Universidad Rey en 1890. En 1897, fue renombrado en honor del historiador Sir John Seeley. La biblioteca finalmente terminó en el sitio Sidgwick en 1968.
Acoge a más de 300 estudiantes y cuenta con 95 000 volúmenes.